# Rolfing
Rolfing ist ein markenrechtlich geschützter Begriff für eine Methode der manuellen Körperarbeit, die ursprünglich als Strukturelle Integration bezeichnet wurde. Sie soll auf das Fasziennetz wirken und den Körper am Ideal der senkrechten Linie in der Schwerkraft ausrichten. Die Wirksamkeit der Methode ist nicht belegt.

## Entwicklung und Theorie
Die Methode wurde in den 1950er Jahren von der amerikanischen Biochemikerin Ida Rolf (1896–1979) die sich zunächst mit Chemotherapie beschäftigte, entwickelt und von ihr zunächst als Strukturelle Integration bezeichnet. Heute gibt es mehrere Varianten, die auf dieser Theorie aufbauen. Rolfing ist eine eingetragene Marke für die strukturelle Integration, die an ihrer ursprünglichen Schule, dem Rolf Institute in Boulder und dessen Tochterinstituten vermarktet wird.
Sie ging davon aus, dass der Körper umso weniger Energie für seine Aufrichtung benötigt, je näher seine einzelnen Abschnitte sich am Ideal einer senkrechten Linie ausrichten. Ihrer Ansicht nach spielt das Bindegewebe – insbesondere die Faszien – eine zentrale Rolle für die Körperhaltung. In ihrem Buch Rolfing and Physical Reality schrieb sie dazu: “Fascia is the organ of posture. Nobody ever says this; all the talk is about muscles. Yet this is a very important concept, and because this is so important, we as Rolfers must understand both the anatomy and physiology, but especially the anatomy of fascia.” (deutsch: „Die Faszien sind das Organ der Körperhaltung. Niemand erwähnt dies jemals, alle sprechen nur über Muskeln. Dennoch ist dies ein sehr wichtiges Konzept, und weil es so wichtig ist, müssen wir als Rolfer Kenntnisse in Anatomie und Physiologie haben, jedoch insbesondere bezüglich der Anatomie der Faszien.“)
Nach ihrer Theorie passt sich der Körper bei lang anhaltender Belastung im Alltag, oder als Folge von Unfällen und Verletzungen mit einer Veränderung der Faszien in Form einer Verstärkung an. Durch solche Verstärkungen und Verhärtungen könnten sich demnach erworbene Fehlhaltungen fixieren und die Beweglichkeit einschränken.
Rolf sah in der von ihr entwickelten manuellen Behandlung der Faszien den Schlüssel für die nachhaltige Verbesserung der Körperhaltung.

## Ablauf der Anwendung
Rolfing zielt nicht vorrangig auf die Behandlung medizinischer Probleme ab, sondern soll den Körper ausrichten. Zur Lösung von Verhärtungen und zum Ausgleich von Spannungen im Fasziennetz wird Druck auf das Bindegewebe ausgeübt. Hierfür werden alle Teile der Hand oder auch der Ellenbogen eingesetzt. Ergänzend werden auch Bewegungselemente sowie psychosoziale Faktoren mit einbezogen. Es geht vor allem um eine Optimierung der Körperhaltung und um freiere Beweglichkeit.
Rolfing wird als Folge von Sitzungen in der Dauer von 50 bis 90 Minuten angeboten. Zunächst wird die Körperhaltung und Struktur im Stehen und Gehen analysiert. Anschließend erfolgt die manuelle Behandlung, der sich auch Behandlungselemente im Sitzen, Stehen oder in der Bewegung anschließen können.

## Kontraindikationen
Gegenanzeigen sind unter anderem akute entzündliche Erkrankungen, Aneurysmen, akute Phlebitis und nicht komplett verheilte Wunden. Besondere Vorsicht ist geboten bei Osteoporose, Schwangerschaft, Krebserkrankungen, Arteriosklerose, psychischen Krankheiten und langfristiger Cortison-Einnahme. Weitere Kontraindikationen sind knöcherne Ursachen eines Bewegungsdefizits, entzündliches Rheuma, degenerative Muskelerkrankungen und frische Traumata sowie akute Bandscheibenvorfälle und schwere Herzerkrankungen.
Ebenso kann es zu erheblichen Komplikationen mit Implantaten kommen. 1997 beschrieb Kerr den Fall einer Frau, der aufgrund eines Harnleiterverschlusses durch Nierensteine ein so genannter Stent in den ableitenden Harnwegen implantiert wurde, um deren Durchgängigkeit zu gewährleisten. Nachdem die Patientin sich einer Rolfing-Therapie unterzogen hatte, traten starke Schmerzen auf. Es stellte sich heraus, dass der Stent durch die Übungen verrutscht war.

## Kritik
Für die Wirksamkeit des Rolfings gibt es bisher nur wenige zuverlässige Daten. Eine klinische Studie mit chronischen Rückenschmerzpatienten ergab eine kurzfristige Verringerung in deren Alltagseinschränkungen. Weitere dem Rolfing zugesprochene Wirkungen sind bisher nur in Erfahrungsberichten oder kleineren klinischen Studien dokumentiert worden, die keine ausreichende Aussagekraft besitzen.
Im August 2014 schrieb die AOK zu Rolfing: „Bisher ist die Methode den wissenschaftlichen Beweis schuldig geblieben, dass sie tatsächlich Haltungsschäden dauerhaft korrigieren kann oder sogar seelische Leiden zu lösen versteht. Unbewiesen ist auch die Hypothese, dass eine Verbesserung der Körperhaltung oder eine Veränderung der Spannungsverhältnisse im körperweiten Bindegewebs-Netzwerk zu einer Verbesserung körperlicher Beschwerden beiträgt.“
Die Barmer GEK stellte fest: „Bei der Rolfing-Behandlung handelt es sich um kein anerkanntes Heilmittel im Sinne der Heilmittelrichtlinie, welches im Rahmen der vertragsärztlichen Versorgung verordnet und durch zugelassene Physiotherapeuten zu Lasten der Gesetzlichen Krankenversicherung erbracht werden kann.“

## Kostenerstattung durch Krankenkassen
Aufgrund des fehlenden Wirknachweises werden die Kosten für Rolfingbehandlungen von den gesetzlichen Krankenkassen in Deutschland und den österreichischen Gebietskrankenkassen nicht übernommen: Auch ist das Rolfing nicht im sogenannten Hufeland-Verzeichnis, einer Liste anerkannter Naturheilverfahren, die von privaten Krankenversicherungen häufig als Grundlage verwendet wird, aufgeführt.
In Österreich erstatten einige private Zusatzversicherungen einen Teil der Behandlungskosten. In der Schweiz ist Rolfing als Methode der Komplementärmedizin und als natürliches Heilverfahren registriert. Die kostenpflichtigen Zusatzversicherungen der meisten Krankenkassen übernehmen einen Teil der Behandlungskosten.